# Maryon Pittman Allen
Maryon Pittman Allen, née le 30 novembre 1925 à Meridian (Mississippi) et morte le 23 juillet 2018 à Birmingham (Alabama)[réf. nécessaire], est une femme politique américaine.

## Biographie
Membre du Parti démocrate, Maryon Pittman Allen est sénatrice de l'Alabama en 1978, nommée de façon intérimaire à ce poste par le gouverneur George Wallace, après la mort de son mari, le sénateur James Allen.